# Chiesa di Santa Caterina di Valverde
La chiesa di Santa Caterina di Valverde, anche chiesa di Santa Caterina Vergine e Martire, è un luogo di culto di Messina ubicato in via Centonze in prossimità di via Garibaldi. Appartenente all'arcidiocesi di Messina-Lipari-Santa Lucia del Mela, vicariato di Messina Centro sotto il patrocinio della Madonna della Lettera, arcipretura di Messina, parrocchia di Santa Caterina di Valverde.

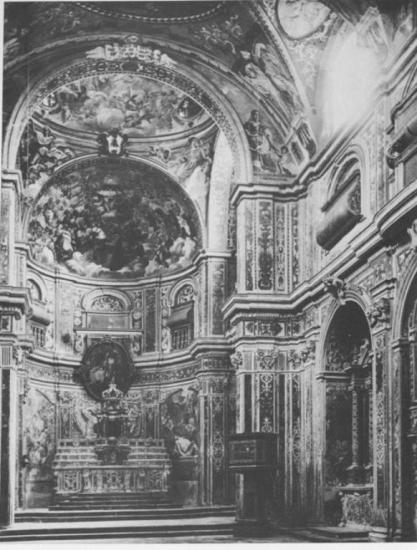
Primitiva abside.

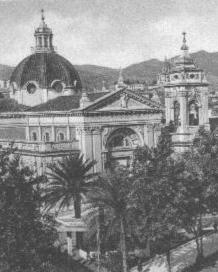
Panorama.

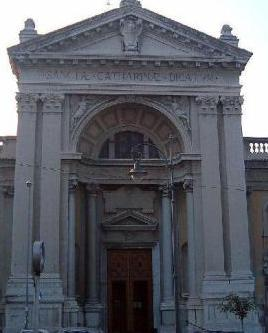
Portale.

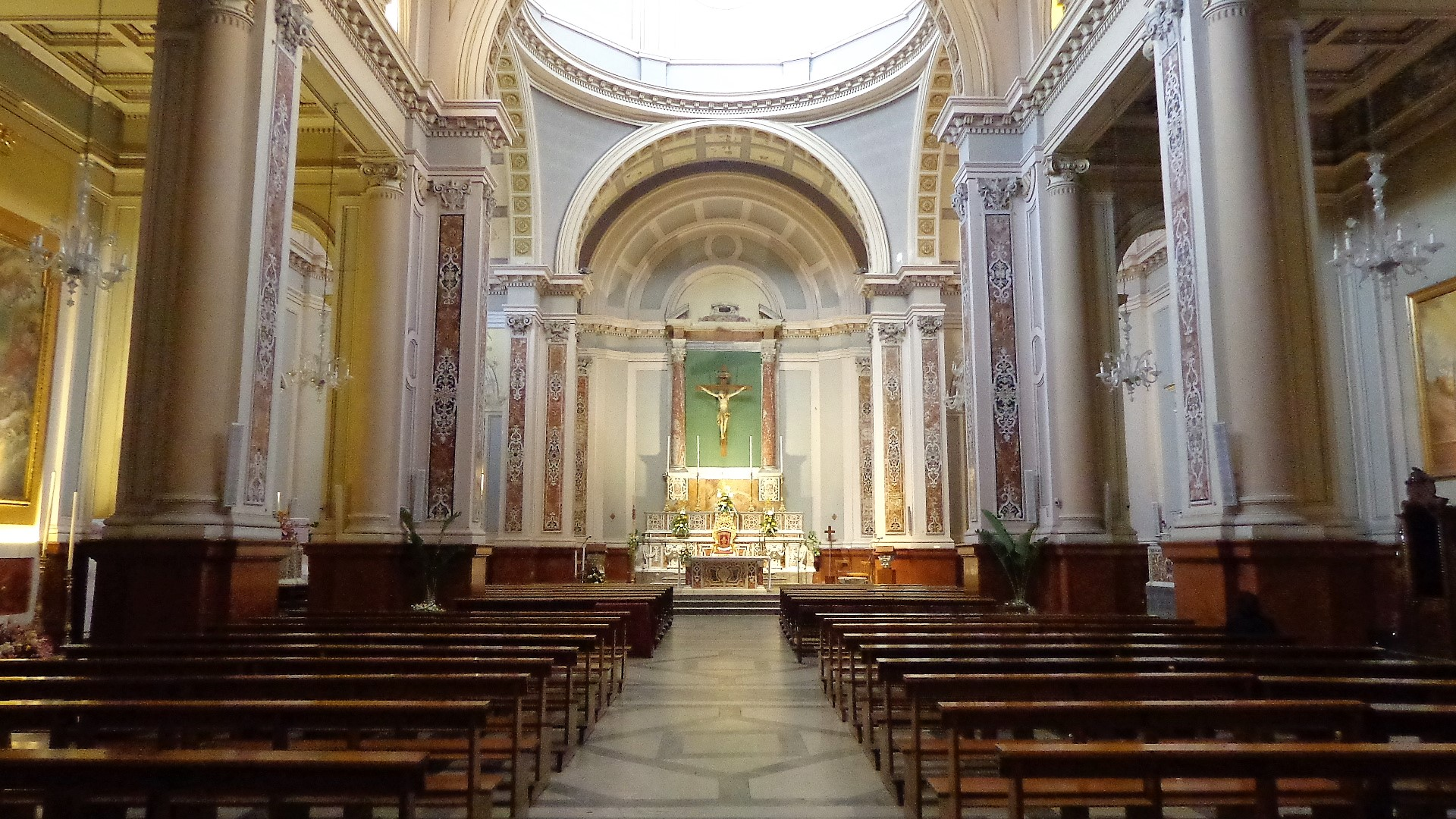
Interno.

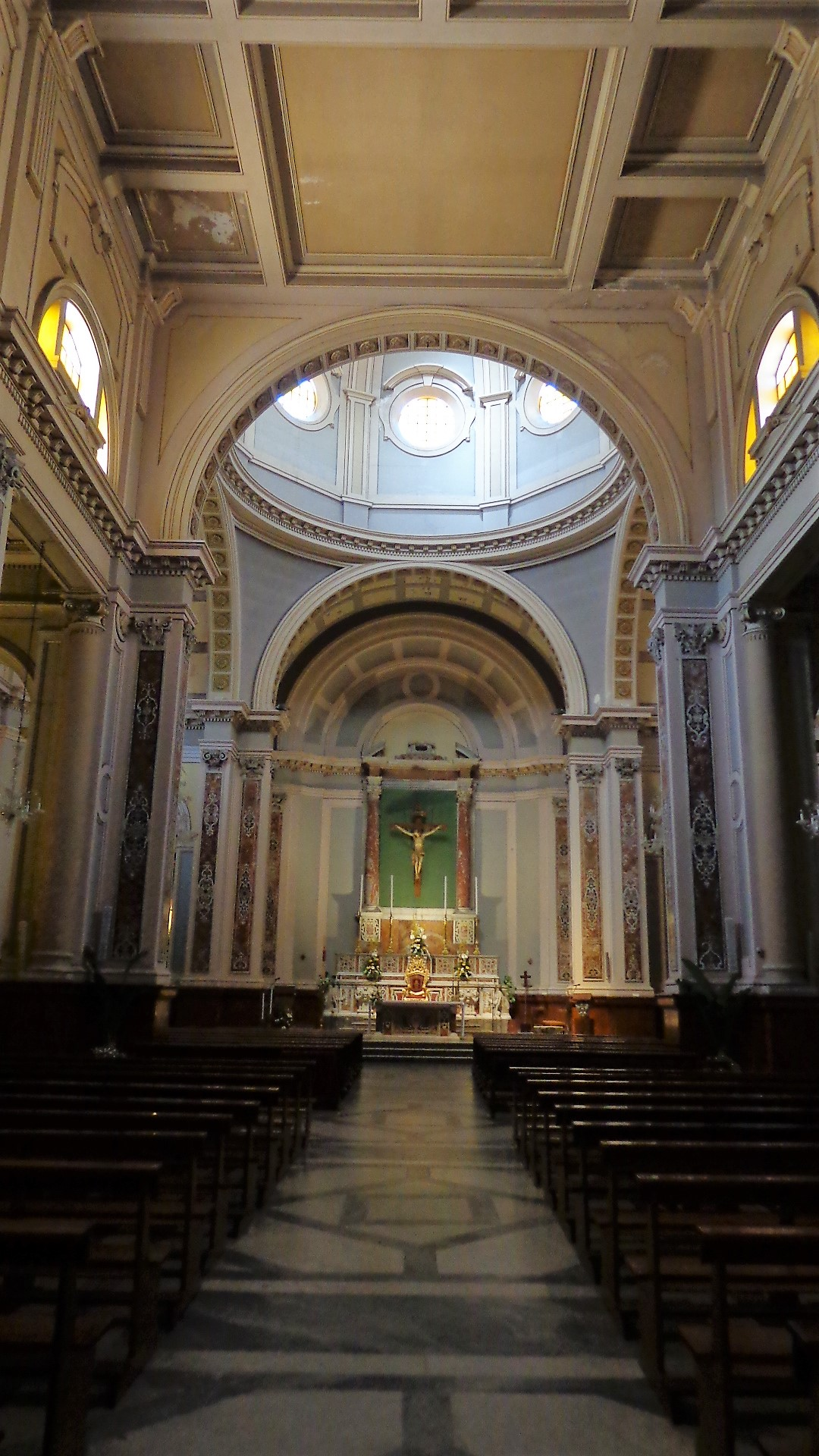
Navata centrale.

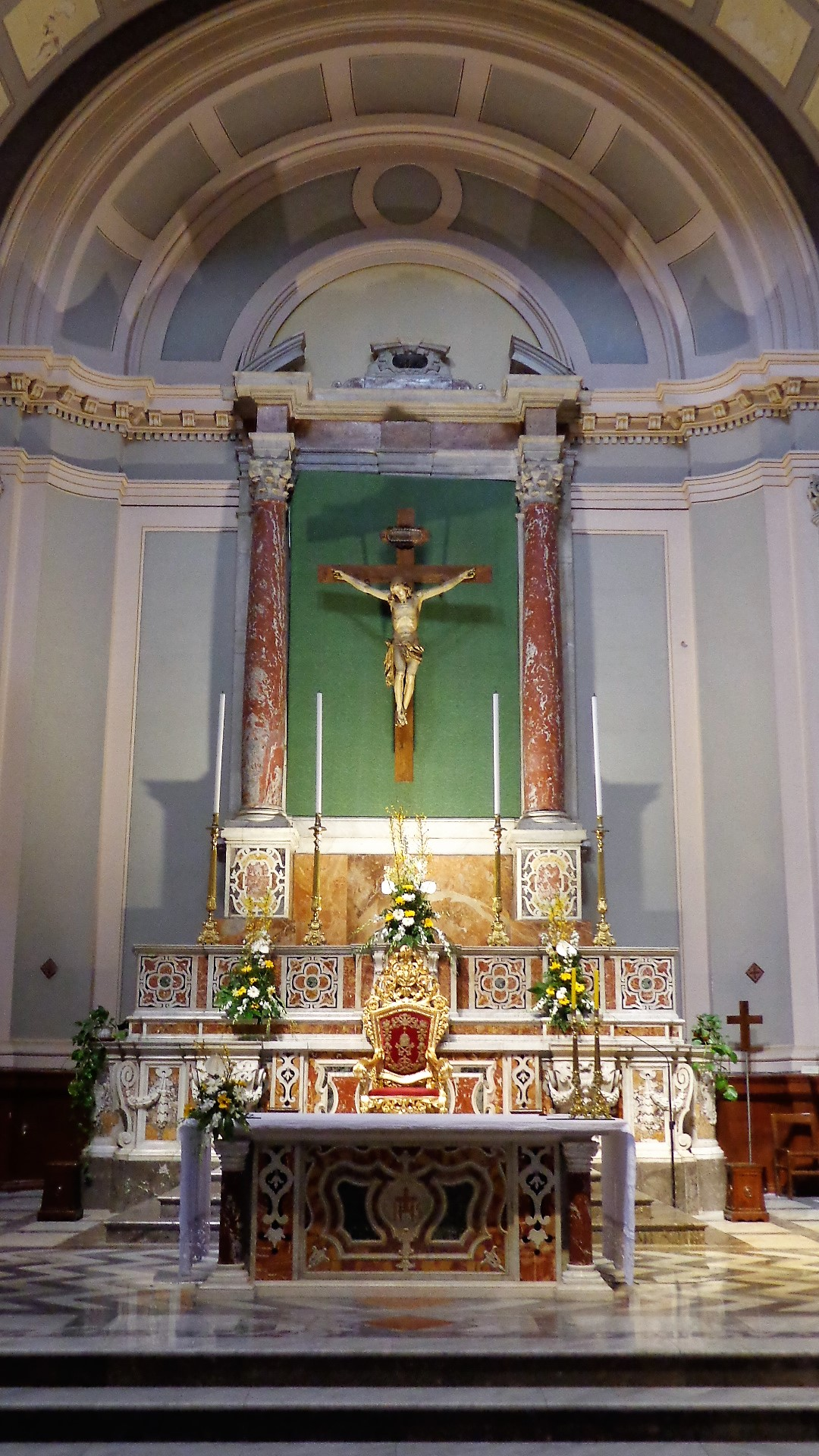
Altare maggiore.

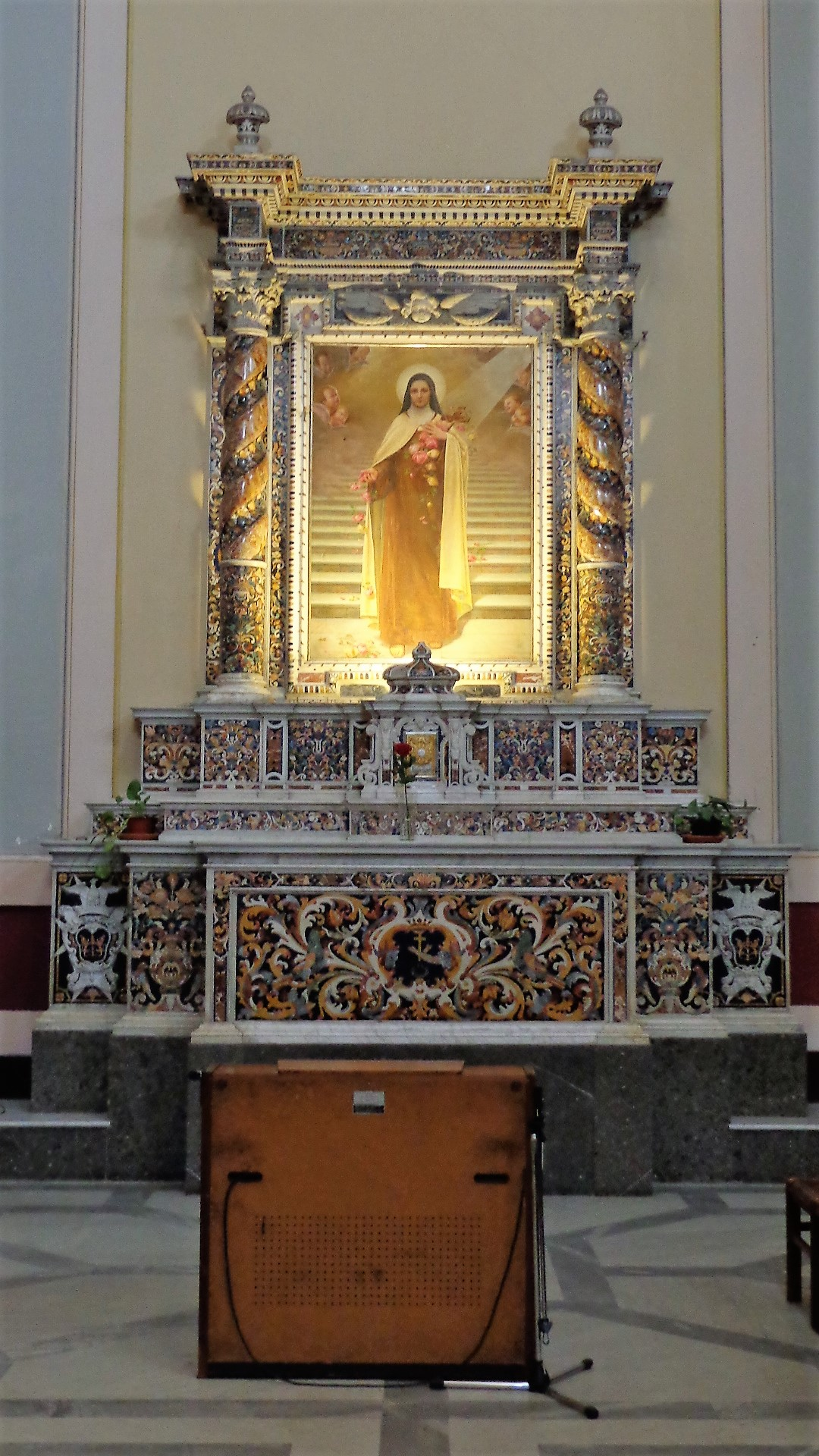
Altare Santa Teresa del Bambin Gesù, braccio transetto destro.

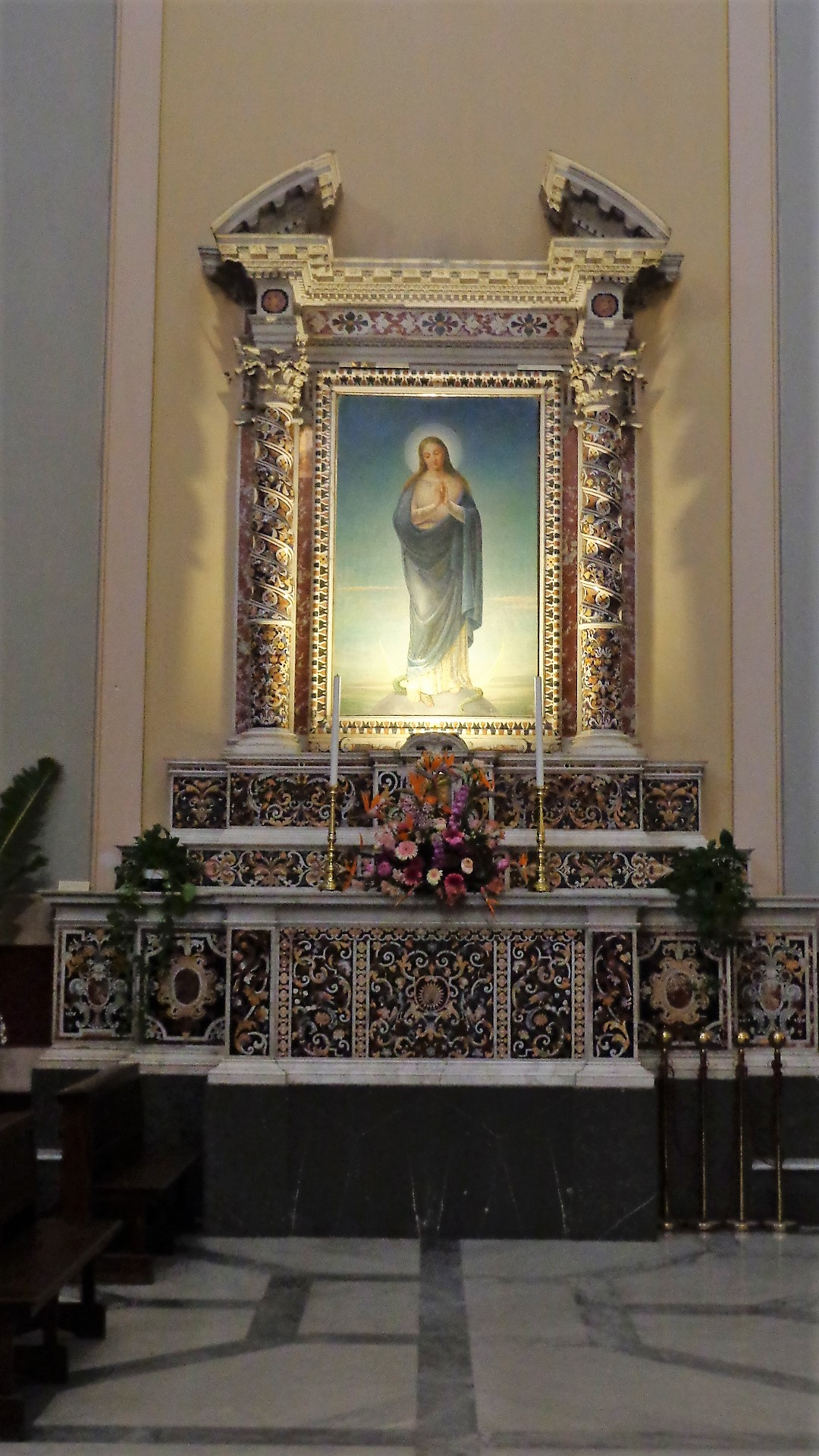
Altare Immacolata Concezione, braccio transetto sinistro.

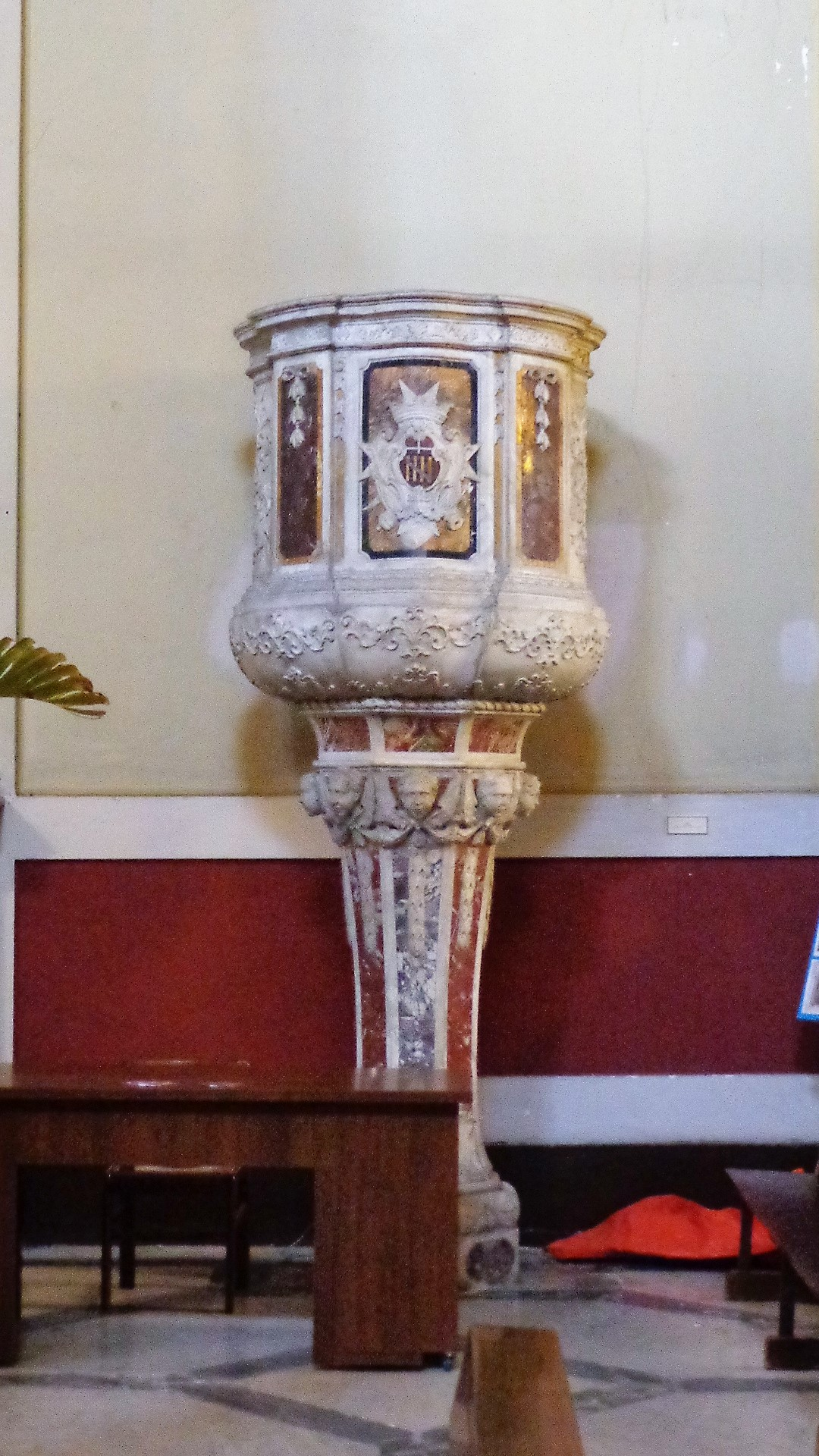
Pulpito.

## Storia

### Epoca romano - bizantina
Antichissimo luogo di culto edificato in epoca romana sulle rovine del tempio pagano di Venere di epoca greco-siceliota

### Epoca tra il XII ed il XIV secolo
Dal 1330 la storia di questa chiesa si lega a quella del monastero di Santa Maria Valverde, ubicato nella contrada detta "Carrai" o "Carrara" oltre le mura della città, fatto costruire verso il 1255 da una non ben identificata regina di Cipro, come si desume da una bolla pontificia di papa Alessandro IV.
Il monastero femminile fu fondato secondo tradizione da Piacenza di Antiochia, figlia di Boemondo V, principe di Antiochia. Per due volte è trasferito sempre più vicino, dentro le mura nella contrada del Paraporto. Il 12 maggio 1330, per concessione del vescovo Guidotto de Abbiate, la chiesa fu annessa al monastero di Santa Maria Valverde dell'Ordine di Sant'Agostino.
Il termine Valverde si richiamava alla località della Brabanzia, (Prepositura di Groenendael nelle Fiandre, in latino Virdis Vallis), dove gli agostiniani avevano il loro centro più importante, dopo la cacciata dall'Africa successiva all'invasione dei Vandali. Il termine fu esteso alla chiesa di Santa Caterina.

### Epoca rinascimentale
Nei pressi del tempio nel XVI secolo fu collocata una fonte, detta del Giovane con anfora, opera attribuita a Rinaldo Bonanno.

### Epoca barocca
Prima ricostruzione. Il terremoto del Val di Noto del 1693 rese inagibile il monastero, cedettero le strutture del tempio di Venere, sui cui ruderi era sorto. Abbattuto fu edificato un nuovo monastero e chiesa dedicata a Santa Caterina d'Alessandria, a navata unica con abside semicircolare. Una lapide collocata nella chiesa ricostruita così recitava: "Questo tempio già sacro a Venere e riconsacrato a Santa Caterina Vergine e Martire, è stato ricostruito di sana pianta in questa più splendida forma l'anno 1705".
Una lapide in latino riportava: "Fanum immundæ Veneri superstitiosa Gentilium vetustate devotum, in Sacrum Divæ Catharinæ Virginis, Martyris Templum, Christiana Religione vindicatum, per Magnum Monasterium Sanctæ Mariæ Vallis Viridis, Protopagum, ac trium Provinciarum Caput, fuit ad ampliorem Dei O. M. Cultum redigendum; inde Anno Salutis MDCXCIII cum instabile, collabens immanis terræ tremor reddidisset, funditus in hac ornatiorem est faciem erectum, Anno 1705".
La chiesa ricca di importanti opere d'arte e di decorazioni in marmi policromi, presentava una fitta decorazione della volta con la Comparsa della Santa Vergine Caterina alla reggia, un sobrio altare maggiore circondato dai riquadri affrescati da Antonio Filocamo, il quadro dell'altare raffigurava Santa Maria di Valverde, a sinistra Sant'Agostino e a destra San Giovanni Battista, le pareti affrescate dai fratelli Filocamo nel 1729 con scene tratte dal Vecchio Testamento, Nuovo Testamento ed episodi di vita della santa, il Martirio di Santa Caterina di Gaspare Camarda, la Decollazione di Santa Caterina di Mario Minniti. Nella tribuna a lato dell'altare maggiore sulla destra, la Natività, a sinistra la Deposizione del Cristo, in altro sito il Matrimonio mistico di Santa Caterina.
Col terremoto della Calabria meridionale del 1783 rovinò la chiesa e gran parte degli affreschi. L'evento determinò la Seconda ricostruzione.

### Epoca contemporanea
Terza ricostruzione. Col terremoto di Messina del 1908 crollarono il tetto e parte dei muri laterali. Il complesso fu interamente abbattuto per consentire la nuova ripartizione topografica urbana, l'attuale ricostruzione avvenne per volontà dell'arcivescovo Angelo Paino e venne eseguita dalla ditta Giacomo Martello su progetto dell'architetto Cesare Bazzani 1926 - 29. Il nuovo tempio venne aperto al culto il 12 marzo 1932.
La sua erezione canonica risale all'8 dicembre 1944 ed il riconoscimento giuridico da parte dello Stato al 22 dicembre 1945.
- 1950, Il tempio ospita temporaneamente i gruppi statuari processionati durante i riti della Settimana Santa cittadini. Le barette custodite per due anni in Valverde sono in seguito stabilmente accolte nel nuovo Oratorio della Pace, l'odierna sede da dove ogni anno si avvia la processione.

Il 6 dicembre 1964, rettificando l'erronea precedente denominazione popolare, la chiesa fu definitivamente consacrata a Santa Caterina d'Alessandria, Vergine e Martire. Il toponimo Valverde legato all'antico monastero, rimase alla piazza antistante. In seguito all'ultimo concordato tra lo Stato italiano e il Vaticano, la chiesa ebbe confermato il riconoscimento giuridico con D.M. 19 gennaio 1987.

## Esterno
Facciata neoclassica con un ingresso delineato da portico al quale si accede dal piano di calpestio stradale mediante cinque gradini. Paraste binate con capitelli corinzi incorniciano il vano d'accesso. Sulla trabeazione la dedica
"SANCTA CATHARINÆ DICATUM", il timpano triangolare con stemma inscritto chiude la prospettiva, ai lati vasi con fiamma e croce apicale. Il portale sormontato da timpano triangolare e targa è delimitato da colonne ioniche che pongono in risalto il vano rientrante concavo, arricchito da lunetta con vetrate, da semicalotta sferica con riquadri e statue in altorilievo nei pennacchi.
La sommità dell'edificio è chiusa da cupola impostata su un tamburo ottagonale chiuso da lanterna. Sul lato destro della facciata spicca un tozzo campanile alto 25 metri, dotato di 4 campane.

## Interno
La chiesa presenta la pianta a croce latina con una navata centrale e due navate laterali che inglobano il transetto. Di stile classicheggiante con motivi ispirati all'architettura di Filippo Juvarra, nella fattispecie il campanile, la cupola ed il prospetto timpanato si rifanno alla basilica di Superga.
Scampati alle devastazione dei terremoti, abbelliscono la chiesa i seguenti manufatti:
- XVIII secolo, Via Crucis, ciclo riproducente le Stazioni della Via Crucis in 14 quadri di pregevole fattura d'autore ignoto, ispirati alla scuola pittorica veneta di Giambattista Tiepolo.
- XVIII secolo, Paraste, sedici manufatti marmorei provenienti dalla primitiva chiesa e ricollocate nel 1961.[1]
- XVIII secolo, Fonte battesimale, manufatto marmoreo, opera di maestranze messinesi in marmo venato con base ottagonale, fusto a bulbo e pila circolare.[1]
- XVI secolo, Vasca baccellata, manufatto marmoreo con raffigurazione di angelo alato.
- XVIII secolo, Pulpito,[1] proveniente dalla distrutta chiesa di San Giovanni di Malta, in marmo bianco intarsiato di marmi gialli e rossi, decorazioni fogliacee sui parapetti. Calice ornato alla base da cherubini e grandi foglie di marmo bianco, stemma di Michele Maria Paternò Bonajuto, dei baroni di Raddusa e Destri, Gran Priore di Sicilia del Sovrano militare ordine di Malta.
- XVIII secolo, Acquasantiera, manufatto marmoreo opera di maestranze messinesi, in marmo policromo con base alta e rettangolare, fusto rettangolare e pila baccellata, decorazioni con motivo ad intarsio.
- XVIII secolo, Acquasantiera, manufatto marmoreo opera di maestranze messinesi, in marmo rosso venato di Taormina, a base quadrangolare con fusto a più nodi e pila baccellata.

## Opere pittoriche
- 1933, Santa Caterina tra i filosofi, dipinto su tela, opera di Salvatore Russo, copia del dipinto venerato nella chiesa di Santa Caterina d'Alessandria d'Egitto.
- XX secolo, Addolorata o Tre Marie, dipinto su tela, opera di Salvatore Cascone.
- 1930c., San Gregorio Magno, dipinto su tela, opera di Giovanni Di Natale, offerta dal marchese Gutkowski Loffredo per ricordare l'antica chiesa delle Anime del Purgatorio che sorgeva nelle vicinanze.
- XVI secolo, Madonna dell'Itria, dipinto su tavola raffigurante la Vergine tra i San Pietro e San Paolo con una veduta dello stretto di Messina sullo sfondo, opera attribuita ad Antonello Riccio[1] donata alla parrocchia dall'ultimo commissario dell'Arciconfraternita della Santissima Trinità dei Pellegrini nel 1981. La pregevole tavola fino al terremoto di Messina del 1908 si conservava all'interno dell'Oratorio della Santissima Trinità.

## Manufatti artistici
Abside - presbiterio:
- XVIII secolo, altare maggiore, manufatto in marmi policromi, opera di maestranze messinesi.
  - XVIII secolo, Crocifisso, manufatto ligneo, opera attribuita a Santi Siracusa,[1] proveniente dall'antica chiesa di San Luca, poi trasferito alla chiesa di Santa Caterina dei Bottegai e qui pervenuto dopo il terremoto della Calabria meridionale del 1783.

Transetto:
- XVIII secolo, Braccio destro: Altare di Santa Teresa del Bambin Gesù. Manufatto in marmi policromi, opera di maestranze messinesi proveniente dalla chiesa di San Giovanni di Malta. Fregiato dello stemma dei Di Giovanni, risale certamente ai restauri successivi al terremoto del Val di Noto del 1693. Interamente rivestito di tarsie su fondo blu con disegni stilizzati di vasi, fiori e uccelli. Di grandioso effetto le due colonne tortili intarsiate che reggono la cornice. Nel corso dei lavori di rifacimento dell'area presbiterale è stato privato dei gradini. La sopraelevazione racchiude il dipinto raffigurante Santa Teresina del Bambin Gesù, olio su tela, opera di Domenico Spadaro del 1932.
- XVIII secolo, Braccio sinistro: Altare dell'Immacolata Concezione. Manufatto in marmi policromi, opera di maestranze messinesi realizzato con colonne tortili e lavorazione ad intarsio. La sopraelevazione racchiude il dipinto raffigurante l'Immacolata Concezione, dipinto su tela, opera di Domenico Spadaro del 1932.
- XVIII - XIX secolo, Absidiola sinistra: Cappella del Santissimo Sacramento. Manufatto in marmi policromi, opera di maestranze messinesi con resti della balaustra che racchiudeva il presbiterio. Paliotto con bassorilievo raffigurante la Madonna della Lettera.

## Organo
- Organo a trasmissione elettrica costruito dalla ditta Tamburini di Crema (opus 197), inaugurato il 18 maggio 1939. Conta 1142 canne delle quali 104 in legno e 16 di metallo mute, per un totale di 14 registri. Si compone di un unico corpo posto sulla cantoria in controfacciata, ove trova luogo anche la consolle, che dispone di due tastiere e pedaliera, con i comandi dei registri, delle unioni e degli accoppiamenti a placchetta disposti in unica fila al di sopra del secondo manuale.

## Arciconfraternita della Santissima Trinità dei Pellegrini
Il sodalizio aveva sede e gestiva l'Oratorio della Santissima Trinità, annoverava tra i compiti, quello d'accogliere i pellegrini che sostavano in città, diretti verso la Terrasanta, e rilasciare la Carta del Pellegrino.

## Monastero di Santa Maria di Valverde
1. ) Monastero.
2. ) Monastero. 1° trasferimento nel 1200c. documentato da Silvestro Maurolico.[3]
3. ) Monastero. 2° trasferimento il 12 maggio 1330 essendo pontefice Papa Giovanni XXII e arcivescovo Guidotto de Abbiate.[3]

L'istituzione retta dai Canonici regolari di Sant'Agostino era soggetta direttamente alla Santa Sede. La terminologia Valverde deriva dal nome della casa madre monastero di Valverde nelle Fiandre, in latino Virdis Vallis. Sottoposti alla sua giurisdizione erano i monasteri dell'Ordine in Sicilia, Calabria e Puglia. Dipendevano dalla casa madre messinese il monastero di Santa Maria di Valverde di Palermo (poi di Santa Lucia), il monastero di Santa Maria di Valverde delle Suore Penitenziali Canonichesse della «Congregazione di Valverde» di Taormina del 1275, il monastero di Santa Maria della Raccomandata o di Valverde di Catania, quello di Siracusa. Il monastero dei Santi Simone e Giuda di Bari, il monastero di Santa Maria la Nova di Matera, il monastero Santa Maria di Valverde in Castelvetere di Caulonia in Calabria.
Per mancanza di vocazioni e alterne vicende politiche sotto il mandato del cardinale Giovanni Andrea Mercurio i monasteri passarono alla regola Carmelitana. Con l'arcivescovo Antonio Lombardo si concretizza l'aggregazione col monastero di Santa Croce (1573), col monastero di Santa Maria del Riposo o della «Lenuccia» (1588), col monastero di San Giovanni Battista dei Greci (1590). A fusione avvenuta i monasteri cittadini tra loro aggregati ripristinano la primitiva regola.

## Monastero di Santa Croce

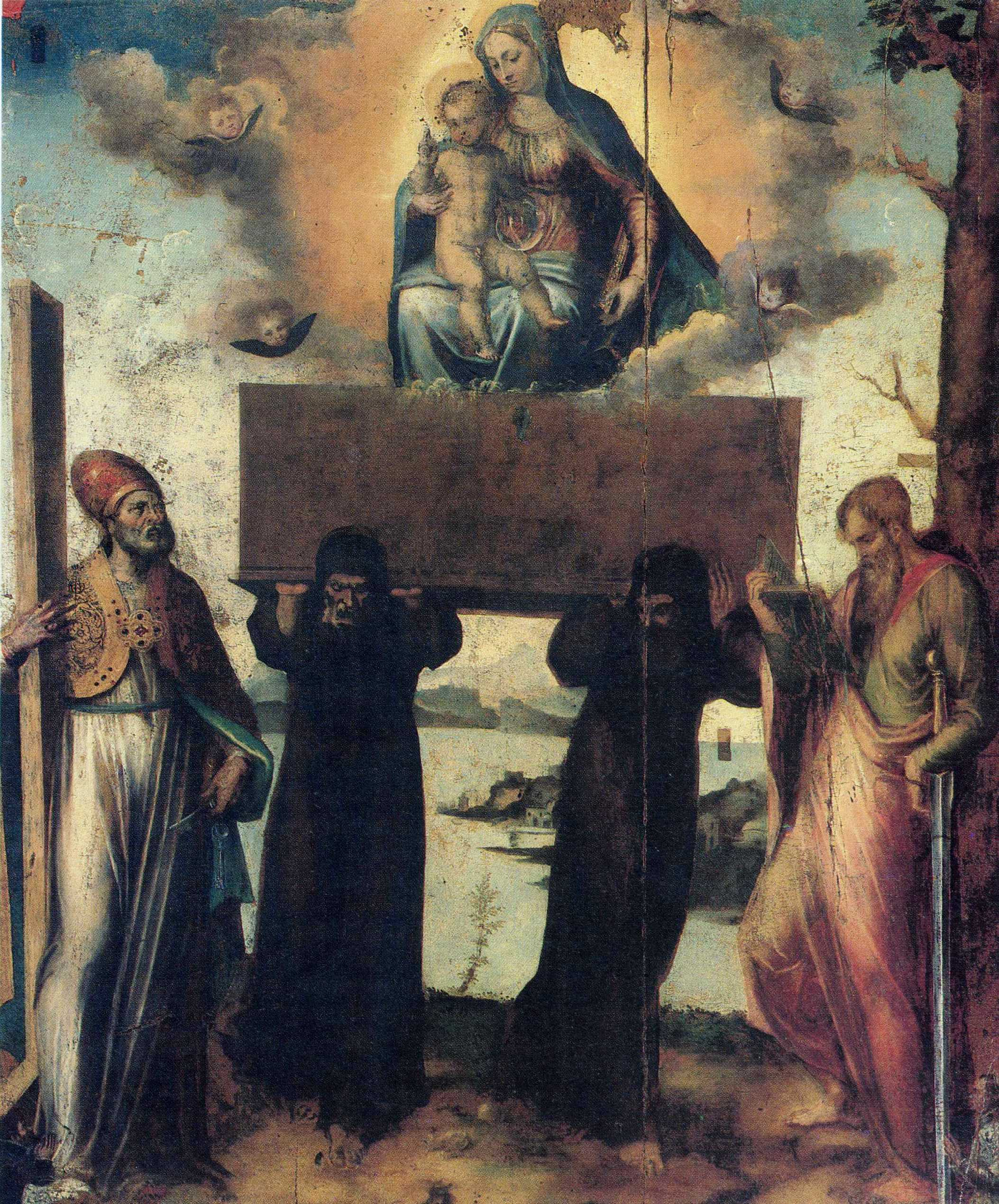
Madonna dell'Itria, proveniente dal Museo regionale di Messina.

Fondato nel 1552 da Paolo Santa Croce e aggregato al Valverde il 22 settembre 1573 con breve apostolico di Papa Gregorio XIII. Ubicato adiacente al convento di San Girolamo in contrada «dei Carrari».

## Monastero di Santa Maria del Riposo
Fondato nel 1407 a Castiglione di Sicilia dalla vedova Elenuccia fu trasferito a Messina con breve apostolico di Papa Sisto V nel 1588 e aggregato al Valverde. Ubicato in borgo San Giovanni dietro il convento di San Francesco.

## Monastero di San Giovanni Battista Prodromo dei Greci
Fondato il 12 dicembre 6600 (computo greco) dal Gran Conte Ruggero, già dell'Ordine di San Basilio, aggregato al Valverde nel (1590) con breve apostolico di Papa Sisto V del 1588. Ubicato in contrada dell'«Agonia».

## Convento di San Girolamo
Sedicesima istituzione dell'Ordine dei frati predicatori in terra di Sicilia fondata extra moenia nel 1451 sotto il titolo di «San Benedetto». Riedificato nel 1555 per volere del viceré di Sicilia Juan de Vega.
- Francesco Cenda.
- Matteo Valdina.

## Elenco
Elenco delle strutture dell'Ordine in Sicilia: 
- Santuario di Maria Santissima di Valverde di Valverde.
- Santuario di Maria Santissima di Valverde di Enna.
- Monastero di Santa Maria di Valverde di Caltabellotta.[11]
- Monastero di Santa Maria delle Giummare di Sciacca.
- Monastero Intra Moenia e primitivo monastero Extra Moenia di Scicli.
- Monastero di Santa Maria di Valverde di Ragusa inferiore.[11]
- Monastero di Valverde di Siracusa.[11]

## Festività
- "Santa Caterina d'Alessandria". Festa il 25 novembre.

## Galleria d'immagini

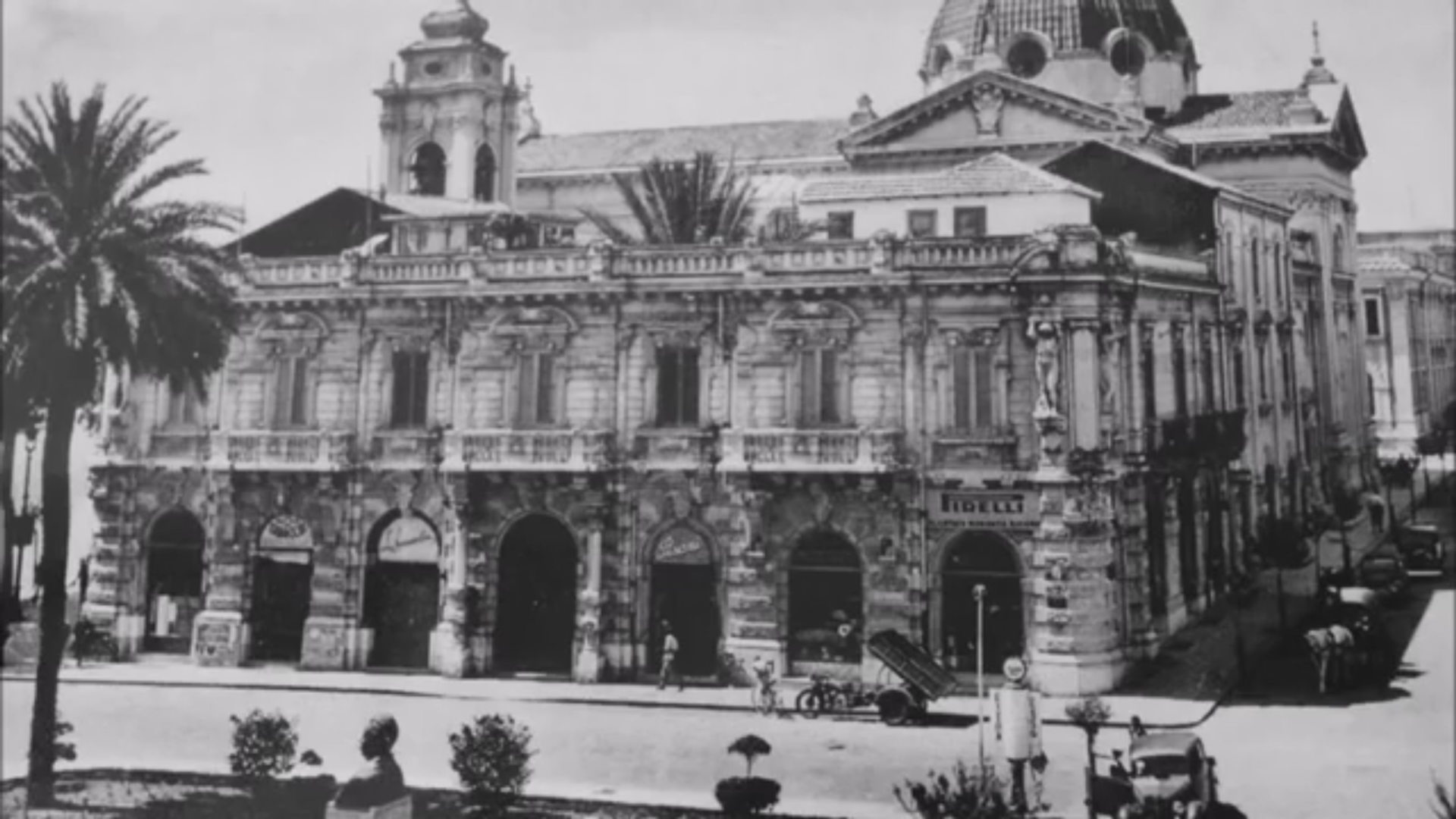
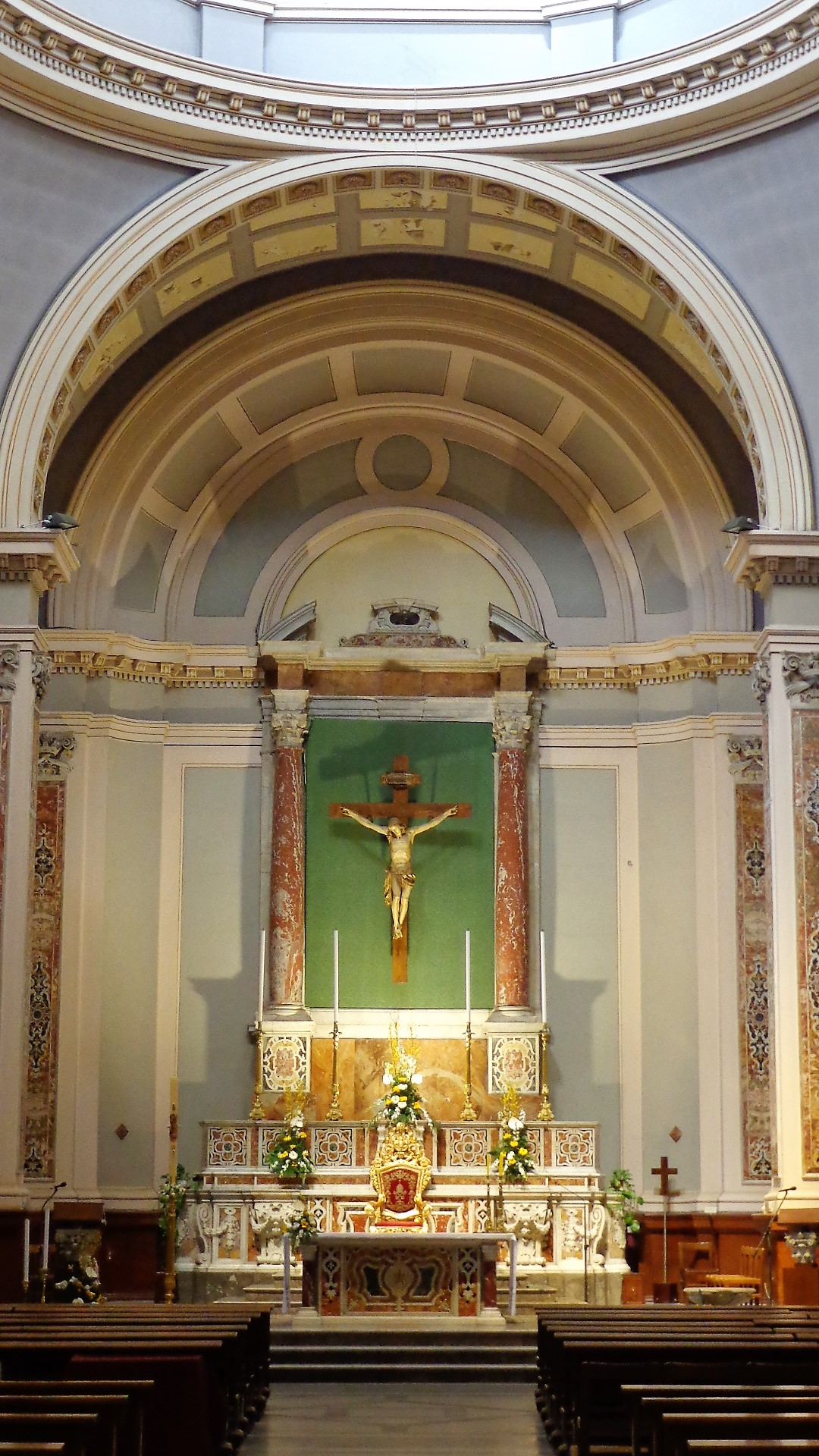
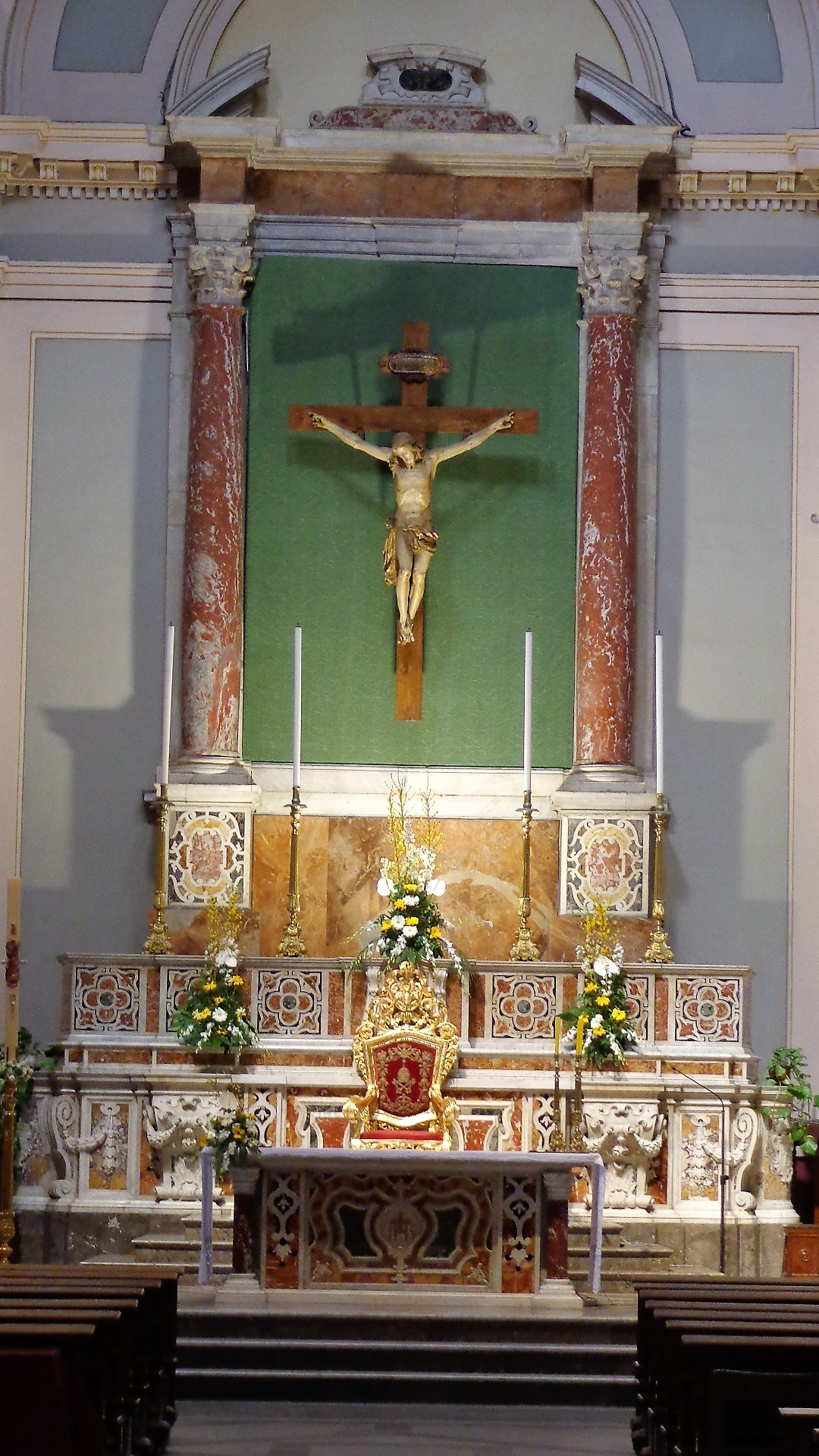
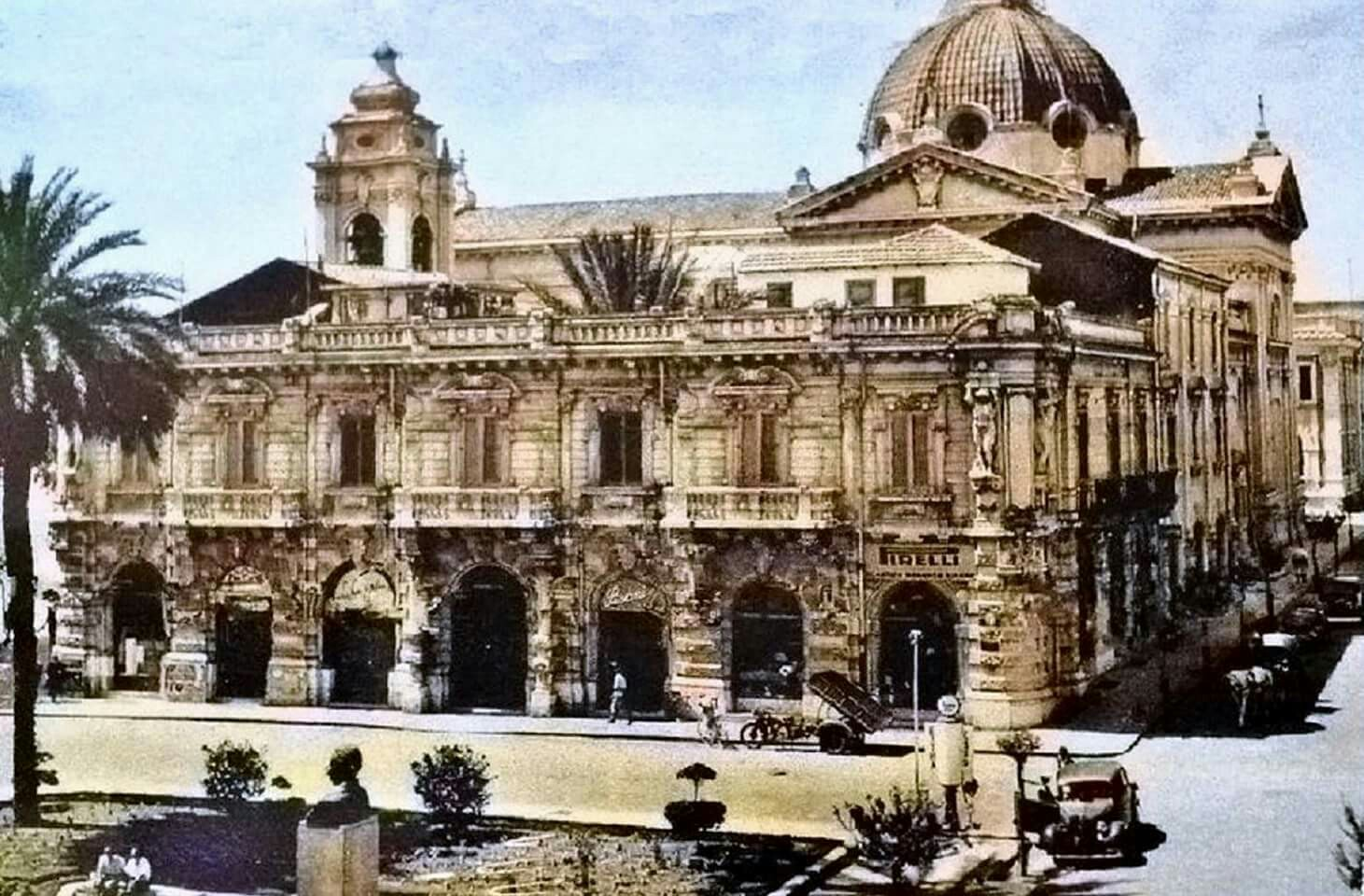